# Ракова Нога (Источни Стари Град)
Ракова Нога  је насељено место у општини Источни Стари Град, Република Српска, БиХ. Административно припада граду Источно Сарајево. Ракова Нога је подељена међуентитетском линијом између општина Источни Стари Град и Илијаш. Према попису становништва из 2013. у насељу није било становника.

## Становништво
У насељу је према попису становништва из 1991. године живело 44 становника, а насеље је било већински насељено Србима. Према попису из 2013. године насеље је без становника.
| Националност | 2013. | 1991.       | 1981.       | 1971.       |
| Срби         | —     | 31 (70,45%) | 45 (76,27%) | 68 (98,55%) |
| Муслимани    | —     | 12 (27,27%) | 14 (23,73%) | 1 (1,45%)   |
| остали       | —     | 1 (2,27%)   | —           | —           |
| Укупно       | 0     | 44          | 59          | 69          |